# NK Bosna Visoko
NK Bosna Visoko (bośn. NK Bosna Visoko) – bośniacki klub piłkarski, mający siedzibę w mieście Visoko, w środkowej części kraju, grający od sezonu 2019/20 w Drugiej lidze FBiH.

## Historia
Chronologia nazw:
- 1953: NK Bosna Visoko

Klub piłkarski NK Bosna Visoko został założony w Visoko w 1953 roku w wyniku fuzji dwóch miejscowych klubów NK Jadran (zał. w 1923) i NK Radnički (zał. w 1934). W sezonie 1952/53 zespół startował w Podsaveznej lidze Sarajevo (D3), wygrywając grupę IV. Potem zwyciężył również w turnieju kwalifikacyjnym Sarajewo, jednak od sezonu 1953/54 wprowadzono reformę systemu lig i klub był zmuszony grać na czwartym poziomie w Oblasna liga Sarajevo. W sezonie 1954/55 zespół debiutował w Republičkiej lidze NR Bosne i Hercegovine (D3), zajmując drugie miejsce. W następnym sezonie startował w 2. lidze – Drugiej zonie A (D2). Po dwóch latach w 1957 spadł do Zonska liga BiH – Sarajevo. Na trzecim poziomie jugosłowiańskiej piłki nożnej występował do 1992 roku, jedynie na drugim poziomie klub grał jeszcze w sezonach: 1963/64, 1965–1967, 1969–1973 i 1978–1981.
Kiedy w 1992 roku wybuchła wojna w Jugosławii klub nie rozgrywał oficjalnych gier aż do 1994 roku. Po zakończeniu wojny klub startował w grupie Jablanica mistrzostw Związku Piłkarskiego Bośni i Hercegowiny (D1). Po zajęciu drugiego miejsca awansował do barażów. Najpierw wygrał 2:1 ćwierćfinał z Sloboda Tuzla, a potem w turnieju finałowym uzyskał końcową trzecią lokatę. Po reorganizacji systemu lig następny sezon rozpoczął w drugiej lidze, wygrywając grupę Sjever. Od sezonu 1996/97 klub występował w pierwszej lidze Bośni i Hercegowiny. W następnym sezonie 1997/98 klub po raz pierwszy został mistrzem kraju, a w 1998/99 zdobył Puchar Bośni i Hercegowiny. W 2000 reorganizowano po raz kolejny system lig. Wprowadzono Premijer Ligę, a pierwsza liga FBiH spadła w hierarchii na drugi poziom. Sezon 1999/00 zespół zakończył na 12.miejscu, dlatego następny sezon 2000/01 rozpoczął w nowej pierwszej lidze (D2). Po roku klub wrócił na najwyższy poziom, debiutując w Premijer Lidzę. W sezonie 2002/03 z różnicą bramek 28-107 zajął ostatnie 20.miejsce i został zdegradowany do pierwszej ligi FBiH. Sezony 2011/12, 2013/14 i 2014/15 spędził w drugiej lidze FBiH (D3). W sezonie 2018/19 zajął ostatnie 16.miejsce i spadł ponownie do drugiej ligi FBiH.

## Barwy klubowe, strój, herb, hymn
|  |  |

Klub ma barwy żółto-fioletowe. Piłkarze domowe spotkania zazwyczaj grają w żółtych koszulkach, niebieskich spodenkach oraz żółtych getrach.

## Sukcesy

### Trofea międzynarodowe
Do chwili obecnej klub jeszcze nigdy nie zakwalifikował się do rozgrywek europejskich.

### Trofea krajowe
Bośnia i Hercegowina
| \| \| Zdobyte trofea w rozgrywkach Bośni i Hercegowiny (stan na: 31-05-2021) \| |                                                                        |      |                             |
| Rozgrywki                                                                       | Osiągnięcie                                                            | Razy | Sezon(y)                    |
| Mistrzostwo                                                                     | I miejsce                                                              | 0    |                             |
| Mistrzostwo                                                                     | II miejsce                                                             | 2    | 1997/98 (Sarajevo), 1998/99 |
| Mistrzostwo                                                                     | III miejsce                                                            | 2    | 1994/95, 1996/97            |
| Puchar                                                                          | zdobywca                                                               | 1    | 1998/99                     |
| Puchar                                                                          | finalista                                                              | 0    |                             |
| Superpuchar                                                                     | zdobywca                                                               | 1    | 1999                        |
| Superpuchar                                                                     | finalista                                                              | 0    |                             |
| II liga                                                                         | I miejsce                                                              | 1    | 1995/96 (Sjever)            |
| II liga                                                                         | II miejsce                                                             | 2    | 2000/01, 2016/17            |
| II liga                                                                         | III miejsce                                                            | 1    | 2008/09                     |
| Bośnia i Hercegowina                                                            | Zdobyte trofea w rozgrywkach Bośni i Hercegowiny (stan na: 31-05-2021) |      |                             |

- Druga liga BiH (III poziom):
  - mistrz (2): 2011/12 (Centar), 2014/15 (Centar)
  - 3.miejsce (1): 2013/14 (Centar)

Jugosławia
| \| \| Zdobyte trofea w rozgrywkach Jugosławii (stan na: 31-05-1991) \| |                                                               |      |               |
| Rozgrywki                                                              | Osiągnięcie                                                   | Razy | Sezon(y)      |
| Mistrzostwo                                                            | I miejsce                                                     | 0    |               |
| Mistrzostwo                                                            | II miejsce                                                    | 0    |               |
| Mistrzostwo                                                            | III miejsce                                                   | 0    |               |
| Puchar                                                                 | zdobywca                                                      | 0    |               |
| Puchar                                                                 | finalista                                                     | 0    |               |
| Puchar                                                                 | 1/16 finału                                                   | 1    | 1959/60       |
| II liga                                                                | I miejsce                                                     | 0    |               |
| II liga                                                                | II miejsce                                                    | 0    |               |
| II liga                                                                | III miejsce                                                   | 1    | 1970/71 (Jug) |
|                                                                        | Zdobyte trofea w rozgrywkach Jugosławii (stan na: 31-05-1991) |      |               |

- Podsavezna liga / Republička liga / zonska liga / Međuzonska liga (III poziom):
  - mistrz (5): 1952/53 (Sarajevo – Grupa IV), 1960/61 (Sarajevo), 1964/65 (BiH), 1968/69 (Sarajevo), 1977/78 (BiH)
  - wicemistrz (3): 1954/55 (BiH), 1962/63 (BiH), 1976/77 (BiH)
  - 3.miejsce (1): 1961/62 (BiH)

- Republička nogometna liga Bosne i Hercegovine:
  - mistrz (1): 1977/1978
  - wicemistrz (1): 1954/1955

## Poszczególne sezony

### Rozgrywki międzynarodowe

#### Europejskie puchary
Nie uczestniczył w rozgrywkach europejskich.

### Rozgrywki krajowe
Bośnia i Hercegowina
| \| Bośnia i Hercegowina \| Bilans występów klubu w rozgrywkach piłkarskich Bośni i Hercegowiny (Stan na 31 maja 2021 r.) \| \| |                                                                                               |        |       |   |   |   |    |    |     |                                                 |        |        |      |
| Poziom | Rozgrywki                                                                                     | Sezony | Mecze | Z | R | P | B+ | B– | Pkt | Lata                                            | Awanse | Spadki | Naj. |
| I | Premijer liga (do 2000-Prva liga)                                                             | 7      |       |   |   |   |    |    |     | 1994/95, 1996–2003                              | 0      | 2      | 2    |
| II | Prva liga BiH (do 2000-Druga liga)                                                            | 15     |       |   |   |   |    |    |     | 1995/96, 2000/01, 2003–2011, 2012/13, 2015–2019 | 2      | 3      | 1    |
| III | Druga liga BiH                                                                                | 5      |       |   |   |   |    |    |     | 2011/12, 2013–2015, od 2019/20                  | 1      | 0      | 1    |
| IV | Treća liga BiH                                                                                | 0      |       |   |   |   |    |    |     |                                                 | 0      | 0      |      |
| | Puchar Bośni i Hercegowiny                                                                    | 9+     |       |   |   |   |    |    |     | od 1994/95                                      | 0      | 0      | 1/4  |
| Bośnia i Hercegowina | Bilans występów klubu w rozgrywkach piłkarskich Bośni i Hercegowiny (Stan na 31 maja 2021 r.) |        |       |   |   |   |    |    |     |                                                 |        |        |      |

Jugosławia
| \| \| Bilans występów klubu w rozgrywkach piłkarskich Jugosławii (Stan na 31 maja 1991 r.) \| |                                                                                        |        |       |   |   |   |    |    |     |                                                                       |        |        |      |
| Poziom                                                                                        | Rozgrywki                                                                              | Sezony | Mecze | Z | R | P | B+ | B– | Pkt | Lata                                                                  | Awanse | Spadki | Naj. |
| I                                                                                             | Prva savezna ligа                                                                      | 0      |       |   |   |   |    |    |     |                                                                       | 0      | 0      |      |
| II                                                                                            | 2. liga                                                                                | 12     |       |   |   |   |    |    |     | 1955–1957, 1963/64, 1965–1967, 1969–1973, 1978–1981                   | 0      | 5      | 3    |
| III                                                                                           | Podsavezna liga Sarajevo / Zonska liga BiH / Međuzonska liga BiH / Republička liga BiH | 27     |       |   |   |   |    |    |     | 1952/53, 1954/55, 1957–1963, 1964/65, 1967–1969, 1973–1978, 1981–1992 | 5      | 1      | 1    |
| IV                                                                                            | Oblasna liga Sarajevo                                                                  | 1      |       |   |   |   |    |    |     | 1953/54                                                               | 1      | 0      | 1    |
|                                                                                               | Puchar Jugosławii                                                                      | 1      |       |   |   |   |    |    |     | 1959/60                                                               | 0      | 0      | 1/16 |
|                                                                                               | Bilans występów klubu w rozgrywkach piłkarskich Jugosławii (Stan na 31 maja 1991 r.)   |        |       |   |   |   |    |    |     |                                                                       |        |        |      |

## Struktura klubu

### Stadion
Klub piłkarski rozgrywa swoje mecze domowe na stadionie Luke w Visoko, który może pomieścić 5.200 widzów.

## Kibice i rywalizacja z innymi klubami

### Derby
- FK Borac Banja Luka
- FK BSK Banja Luka
- FK Krila Krajine Banja Luka
- FK Sloga Trn
- FK Željezničar Banja Luka